# Stenele ruberrima
Stenele ruberrima là một loài bướm đêm trong họ Geometridae.